# Categoría Primera A (2001)
I liga kolumbijska w piłce nożnej (2001)
Mistrzem Kolumbii w 2001 roku został klub América Cali, natomiast wicemistrzem Kolumbii – klub Independiente Medellín.
Do Copa Libertadores w roku 2002 zakwalifikowały się następujące kluby:
- América Cali (mistrz Kolumbii)
- Deportivo Tuluá (zwycięzca turnieju Mustang I)
- Once Caldas (zwycięzca turnieju Mustang II)

Żaden klub nie spadł do II ligi.
Z drugiej ligi awansowały następujące kluby:
- Quindío Armenia – mistrz II ligi
- Unión Magdalena – zwycięstwo w barażu

I liga kolumbijska powiększona została z 16 do 18 klubów.

## Torneo Mustang I 2001

### Kolejka 1
| Data           | Mecz |
| -------------- | --- |
| 10 lutego 2001 | Envigado - Once Caldas 2:1 Mauricio Molina 57k, 85 - Arnulfo Valentierra 61                                    |
| 11 lutego 2001 | Deportivo Pasto - Tolima Ibagué 0:0                                                                            |
| 11 lutego 2001 | Millonarios FC - América Cali 4:1 Alexander Orrego 26, Carlos Alberto Castro 46, 53, 82 - Kilian Virviescas 71 |
| 11 lutego 2001 | Deportivo Cali - Independiente Santa Fe 0:0                                                                    |
| 11 lutego 2001 | Atlético Huila - Deportivo Tuluá 0:2 Jairo Martínez 50, Carlos Ceballos 75                                     |
| 11 lutego 2001 | Independiente Medellín - Atlético Junior 0:0                                                                   |
| 11 lutego 2001 | Deportivo Pereira - Atlético Bucaramanga 1:0 Arnold Palacios 67                                                |
| 11 lutego 2001 | Real Cartagena - Atlético Nacional 2:0 Jhon Quiñónez 56, Leiner Ramos 68                                       |

### Kolejka 2
| Data           | Mecz |
| -------------- | --- |
| 18 lutego 2001 | Deportivo Tuluá - Deportivo Pasto 2:1 Jairo Martínez 27k, Róbinson Muñoz 89 - Carlos Rendón 50                   |
| 18 lutego 2001 | Tolima Ibagué - Millonarios FC 2:1 Iván José Velásquez 59, Elson Becerra 76 - Juan Carlos Jiménez 8              |
| 18 lutego 2001 | América Cali - Deportivo Cali 0:1 Giovanni Hernández 61                                                          |
| 18 lutego 2001 | Independiente Santa Fe - Atlético Huila 1:2 Hilario Cuenú 81 - Bernardo Redín 26, Duván Hernández 64             |
| 18 lutego 2001 | Atlético Nacional - Independiente Medellín 0:4 Jorge Horacio Serna 35, 69, 80k, Carlos Andrés Rodas 75k          |
| 18 lutego 2001 | Atlético Junior - Envigado 3:1 Óscar Restrepo 8, Orlando Ballesteros 53, Marquinho Cardozo 72k - Luis Montoya 19 |
| 18 lutego 2001 | Once Caldas - Deportivo Pereira 2:1 Jorge Díaz 54, Andrés Ocampo 90s - Hernán Darío Cardona 71                   |
| 18 lutego 2001 | Atlético Bucaramanga - Real Cartagena 1:1 Fredy Guirán 69 - Nilson Pérez 35                                      |

### Kolejka 3
| Data           | Mecz |
| -------------- | --- |
| 25 lutego 2001 | Millonarios FC - Deportivo Pasto 0:1 Carlos Rendón 14                                                                |
| 25 lutego 2001 | Deportivo Cali - Tolima Ibagué 1:0 Víctor Aristizábal 72                                                             |
| 25 lutego 2001 | Atlético Huila - América Cali 5:0 Bernardo Redín 12, 19k, 41k, 64, Rogeiro da Silva 68                               |
| 25 lutego 2001 | Deportivo Tuluá - Independiente Santa Fe 1:0 Hilario Cuenú 31s                                                       |
| 25 lutego 2001 | Envigado - Independiente Medellín 3:2 Mauricio Molina 27, 62, 88k - Carlos Andrés Rodas 74k, Diego Andrés Álvarez 78 |
| 25 lutego 2001 | Deportivo Pereira - Atlético Junior 2:1 Hugo Sánchez 26, Wilson Cano 35 - Marquinho Cardozo 7                        |
| 25 lutego 2001 | Real Cartagena - Once Caldas 2:1 Leiner Ramos 4, Diego Bonilla 47 - Arnulfo Valentierra 88k                          |
| 25 lutego 2001 | Atlético Nacional - Atlético Bucaramanga 0:1 Henry Vásquez 63                                                        |

### Kolejka 4
| Data         | Mecz |
| ------------ | --- |
| 3 marca 2001 | Envigado - Atlético Nacional 0:1 Néstor Salazar 24                                                                                                  |
| 4 marca 2001 | Millonarios FC - Deportivo Tuluá 0:0 |
| 4 marca 2001 | Deportivo Pasto - Deportivo Cali 2:2 Pablo Jaramillo 4, Carlos Rendón 77 - William Vásquez 42, Édison Hipólito Chará 86                             |
| 4 marca 2001 | Tolima Ibagué - Atlético Huila 1:0 Jorge Hernando Vidal 82                                                                                          |
| 4 marca 2001 | América Cali - Independiente Santa Fe 3:2 Edison Mafla 37, José Segundo Herrera 41, Julián Vásquez 53 - Oyie Guy Flavién 8, Gabriel Ramón García 45 |
| 4 marca 2001 | Independiente Medellín - Deportivo Pereira 3:0 Jorge Horacio Serna 7, Carlos Andrés Rodas 41, 58k                                                   |
| 4 marca 2001 | Atlético Junior - Real Cartagena 1:0 Orlando Ballesteros 31                                                                                         |
| 4 marca 2001 | Once Caldas - Atlético Bucaramanga 0:0 |

### Kolejka 5
| Data          | Mecz                                                                                                  |
| ------------- | --- |
| 11 marca 2001 | Deportivo Cali - Millonarios FC 2:0 Giovanni Hernández 15, Rubiel Quintana 49                         |
| 11 marca 2001 | Atlético Huila - Deportivo Pasto 2:1 Erick Cantillo 12, Diego Pizarro 88k - Pablo Jaramillo 2         |
| 11 marca 2001 | Independiente Santa Fe - Tolima Ibagué 2:1 Manuel Arboleda 61, Jeffrey Díaz 87 - Gonzalo Martínez 49k |
| 11 marca 2001 | Deportivo Tuluá - América Cali 0:1 Raúl Roganovich 85k                                                |
| 11 marca 2001 | Deportivo Pereira - Envigado 1:0 Wilson Cano 38                                                       |
| 11 marca 2001 | Real Cartagena - Independiente Medellín 0:1 Jorge Horacio Serna 12                                    |
| 11 marca 2001 | Atlético Bucaramanga - Atlético Junior 1:0 Felipe Rivas 24                                            |
| 11 marca 2001 | Atlético Nacional - Once Caldas 1:2 Sergio Guzmán 49 - Sergio Galván Rey 41, 70                       |

### Kolejka 6
| Data          | Mecz                                                                                               |
| ------------- | -------------------------------------------------------------------------------------------------- |
| 18 marca 2001 | Deportivo Cali - Deportivo Tuluá 1:1 Iván Valenciano 64 - Róbinson Muñoz 76                        |
| 18 marca 2001 | Millonarios FC - Atlético Huila 4:0 Julián Gómez 47, Carlos Alberto Castro 51, 75, Diego Moreno 90 |
| 18 marca 2001 | Deportivo Pasto - Independiente Santa Fe 0:1 Gabriel Ramón García 88                               |
| 18 marca 2001 | Tolima Ibagué - América Cali 3:1 Jorge Hernando Vidal 5, 31, 93 - Julián Vásquez 19                |
| 18 marca 2001 | Deportivo Pereira - Atlético Nacional 2:0 Hernán Darío Cardona 14, Arnold Palacios 43              |
| 18 marca 2001 | Envigado - Real Real Cartagena 1:0 Yesid Trujillo 16                                               |
| 18 marca 2001 | Independiente Medellín - Atlético Bucaramanga 1:1 David Fernando Montoya 73 - William Méndez 9k    |
| 18 marca 2001 | Atlético Junior - Once Caldas 1:1 Henry Zambrano 87 - Sergio Galván Rey 25                         |

### Kolejka 7
| Data          | Mecz |
| ------------- | --- |
| 25 marca 2001 | Atlético Huila - Deportivo Cali 2:1 Erick Cantillo 57, Jerson Paz 59 - Giovanni Hernández 18                                                        |
| 25 marca 2001 | Independiente Santa Fe - Millonarios FC 1:1 Jeffrey Díaz 57 - Harold Rivera 92                                                                      |
| 25 marca 2001 | América Cali - Deportivo Pasto 3:0 Edison Mafla 4, Foad Máziri 12, Julián Vásquez 56                                                                |
| 25 marca 2001 | Deportivo Tuluá - Tolima Ibagué 1:1 Dayeler Sacramento 43 - Ricardo Ciciliano 52                                                                    |
| 25 marca 2001 | Real Cartagena - Deportivo Pereira 3:0 Nilson Pérez 11, Jhon Quiñónez 33, 46                                                                        |
| 25 marca 2001 | Atlético Bucaramanga - Envigado 1:1 Fredy Guirán 49k - Mauricio Molina 61                                                                           |
| 25 marca 2001 | Once Caldas - Independiente Medellín 3:2 Raúl Marín 25, Arnulfo Valentierra 51, Sergio Galván Rey 87 - Samuel Vanegas 9s, David Fernando Montoya 91 |
| 25 marca 2001 | Atlético Nacional - Atlético Junior 2:0 Sergio Guzmán 30, Héctor Hurtado 46k                                                                        |

### Kolejka 8
| Data            | Mecz |
| --------------- | --- |
| 31 marca 2001   | Atlético Junior - Deportivo Tuluá 1:2 Marquinho Cardozo 58k - Dayeler Sacramento 42, Robinson Rojas 59                    |
| 31 marca 2001   | Once Caldas - Millonarios FC 2:1 Arnulfo Valentierra 37, Samuel Vanegas 62 - Carlos Alberto Castro 47                     |
| 1 kwietnia 2001 | Independiente Santa Fe - Deportivo Pereira 1:2 Manuel Arboleda 29 - Adolfo Álvarez 48, Hernán Darío Cardona 76            |
| 1 kwietnia 2001 | América Cali - Envigado 5:1 Julián Vásquez 26, 41, José Segundo Herrera 30, Arley Betancourth 72, 75 - Mauricio Molina 78 |
| 1 kwietnia 2001 | Atlético Bucaramanga - Deportivo Cali 0:0                                                                                 |
| 1 kwietnia 2001 | Tolima Ibagué - Atlético Nacional 2:2 Iván José Velásquez 8, Jorge Hernando Vidal 46 - Héctor Hurtado 58, 80              |
| 1 kwietnia 2001 | Independiente Medellín - Atlético Huila 3:0 Diego Andrés Álvarez 37, 79, Carlos Andrés Vásquez 56                         |
| 1 kwietnia 2001 | Deportivo Pasto - Real Cartagena 1:0 John Tierradentro 55                                                                 |

### Kolejka 9
| Data            | Mecz |
| --------------- | --- |
| 8 kwietnia 2001 | Millonarios FC - Independiente Santa Fe 1:1 Carlos Alberto Castro 54 - Héctor Mario Núñez 89                  |
| 8 kwietnia 2001 | Deportivo Cali - Deportivo Pasto 2:0 William Vásquez 66, Rubiel Quintana 82                                   |
| 8 kwietnia 2001 | Atlético Nacional - Atlético Huila 2:1 Freddy Grisales 23, Giovanny Córdoba 78 - Duván Hernández 61           |
| 8 kwietnia 2001 | Envigado - Once Caldas 1:3 Yesid Trujillo 25 - Rubén Darío Velásquez 57, 76, Arnulfo Valentierra 73           |
| 8 kwietnia 2001 | Tolima Ibagué - Júnior 0:1 Óscar Restrepo 65                                                                  |
| 8 kwietnia 2001 | Real Cartagena - Independiente Medellín 3:0 Leiner Ramos 27, Luis Omar Valencia 65 (róg), Gustavo Iturburo 86 |
| 8 kwietnia 2001 | Deportivo Pereira - Atlético Bucaramanga 2:0 Hernán Darío Cardona 4, César Augusto Martínez Arango 63         |
| 8 kwietnia 2001 | Deportivo Tuluá - América Cali 2:1 Dayeler Sacramento 16, Julián Barahona 67 - Raúl Roganovich 20             |

### Kolejka 10
| Data             | Mecz |
| ---------------- | --- |
| 15 kwietnia 2001 | Once Caldas - Deportivo Tuluá 2:4 Arnulfo Valentierra 33k, Rubén Darío Velásquez 79 - Róbinson Muñoz 23, Robson Dos Santos 52, Dayeler Sacramento 66, Carlos Ceballos 84                |
| 15 kwietnia 2001 | América Cali - Tolima Ibagué 6:4 José Segundo Herrera 7, 71, 80, Julián Vásquez 47k, Kilian Virviescas 67, Leonardo Enciso 89 - Jorge Hernando Vidal 29, 83, Iván José Velásquez 35, 49 |
| 15 kwietnia 2001 | Independiente Santa Fe - Envigado 3:2 Jair Arroyo 4, Manuel Arboleda 46, Luis Moreno Murillo 84 - Mauricio Molina 48, 78                                                                |
| 15 kwietnia 2001 | Atlético Junior - Atlético Nacional 2:0 Leonardo Rojano 34, Víctor Manuel Miranda 87 |
| 15 kwietnia 2001 | Independiente Medellín - Deportivo Cali 2:0 Carlos Andrés Vásquez 43, Jorge Horacio Serna 71                                                                                            |
| 15 kwietnia 2001 | Deportivo Pasto - Deportivo Pereira 3:1 Iván Darío Restrepo 6, Pablo Jaramillo 34, Carlos Rendón 56 - Adolfo Álvarez 72                                                                 |
| 15 kwietnia 2001 | Atlético Bucaramanga - Millonarios FC 2:1 Óscar Upegui 14, Néstor Cuadros 40 - Carlos Alberto Castro 1                                                                                  |
| 18 kwietnia 2001 | Atlético Huila - Real Cartagena 2:2 Jhon Jairo Córdoba 32, Bernardo Redín 51k - Gustavo Iturburo 15, Nilson Pérez 58                                                                    |

### Kolejka 11
| Data             | Mecz |
| ---------------- | --- |
| 22 kwietnia 2001 | Millonarios FC - Deportivo Pasto 2:0 Carlos Alberto Castro 14, 71                                                                           |
| 22 kwietnia 2001 | Deportivo Cali - Atlético Huila 3:2 Carlos Eduardo Salazar 1, Iván Valenciano 16k, 30 - Rogeiro da Silva 28, Alexander Perafán 64           |
| 22 kwietnia 2001 | Atlético Junior - América Cali 2:1 Leonardo Rojano 9, Marquinho Cardozo 60 - James Cardona 73                                               |
| 22 kwietnia 2001 | Deportivo Tuluá - Independiente Santa Fe 1:1 Dayeler Sacramento 44 - Jhon William Torres 49                                                 |
| 22 kwietnia 2001 | Tolima Ibagué - Once Caldas 2:0 Iván José Velásquez 46, 50                                                                                  |
| 22 kwietnia 2001 | Deportivo Pereira - Independiente Medellín 2:2 Rafael Arlex Castillo 28, Hugo Sánchez 68 - Carlos Andrés Vásquez 13, Jorge Horacio Serna 69 |
| 22 kwietnia 2001 | Atlético Nacional - Real Cartagena 1:1 Giovanny Córdoba 31 - Luis Omar Valencia 81                                                          |
| 22 kwietnia 2001 | Envigado - Atlético Bucaramanga 1:1 John Jailer Moreno 73 - Henry Vásquez 27                                                                |

### Kolejka 12
| Data             | Mecz |
| ---------------- | --- |
| 29 kwietnia 2001 | América Cali - Atlético Nacional 0:0 |
| 29 kwietnia 2001 | Real Cartagena - Deportivo Cali 1:0 Gustavo Iturburo 44 |
| 29 kwietnia 2001 | Independiente Medellín - Millonarios FC 1:0 Jorge Horacio Serna 84 |
| 29 kwietnia 2001 | Once Caldas - Atlético Junior 2:1 Sergio Galván Rey 2, Jorge Díaz 21 - Wilson Pérez 41                                                                                          |
| 29 kwietnia 2001 | Atlético Bucaramanga - Deportivo Tuluá 0:1 Dayeler Sacramento 31 |
| 29 kwietnia 2001 | Deportivo Pasto - Envigado 1:1 John Jairo Charría 58 - John Jailer Moreno 15 |
| 29 kwietnia 2001 | Atlético Huila - Deportivo Pereira 3:3 Bernardo Redín 47k, Edú Aponzá 71, Alexander Perafán 74 - César Augusto Martínez Arango 13, Adolfo Álvarez 24, Rafael Arlex Castillo 84k |
| 29 kwietnia 2001 | Independiente Santa Fe - Tolima Ibagué 1:2 Lucas Jaramillo 41 - Iván José Velásquez 34, Jorge Hernando Vidal 72                                                                 |

### Kolejka 13
| Data           | Mecz |
| -------------- | --- |
| 6 maja 2001    | Deportivo Tuluá - Deportivo Pasto 3:1 Óscar Díaz Asprilla 76, 87, Léiner Orejuela 89s - Pablo Jaramillo 83k                                                                               |
| 6 maja 2001    | Atlético Junior - Independiente Santa Fe 0:0 |
| 6 maja 2001    | Deportivo Pereira - Real Cartagena 2:0 Rafael Arlex Castillo 74, Hernán Darío Cardona 77                                                                                                  |
| 6 maja 2001    | Atlético Nacional - Deportivo Cali 2:1 Giovanny Córdoba 25, Héctor Hurtado 59 - Iván Valenciano 73                                                                                        |
| 6 maja 2001    | Millonarios FC - Atlético Huila 4:0 Carlos Alberto Castro 13, Alexander Orrego 26, Nicolás Asencio 49, 82                                                                                 |
| 6 maja 2001    | Tolima Ibagué - Atlético Bucaramanga 1:0 Hugo Arrieta 38k |
| 15 maja 2001   | Independiente Medellín - Envigado 2:2 Carlos Andrés Rodas 50k, Jorge Horacio Serna 58 - Mauricio Molina 14, 35                                                                            |
| 15 maja 2001   | América Cali - Once Caldas mecz przełożony na 6 czerwca po tym, jak wybuchła bomba w hotelu, w którym przebywała ekipa Once Caldas; 4 piłkarzy klubu oraz asystent trenera zostali ranni. |
| 6 czerwca 2001 | América Cali - Once Caldas 1:1 Julián Vásquez 26k - Arnulfo Valentierra 41k |

### Kolejka 14
| Data         | Mecz |
| ------------ | --- |
| 12 maja 2001 | Once Caldas - Atlético Nacional 3:0 Arnulfo Valentierra 83k, Sergio Galván Rey 85, Óscar Echeverry 88        |
| 12 maja 2001 | Deportivo Cali - Deportivo Pereira 3:0 Víctor Aristizábal 5, Rubiel Quintana 81, Iván Valenciano 84          |
| 12 maja 2001 | Real Cartagena - Millonarios FC 0:2 Alexander Orrego 40, Carlos Alberto Castro 62                            |
| 12 maja 2001 | Atlético Bucaramanga - Atlético Junior 0:0                                                                   |
| 12 maja 2001 | Deportivo Pasto - Tolima Ibagué 2:1 Rolando Mendoza 24, John Jairo Charría 36 - Elson Becerra 12             |
| 12 maja 2001 | Independiente Santa Fe - América Cali 2:0 Lucas Jaramillo 11, Hilario Cuenú 53                               |
| 12 maja 2001 | Atlético Huila - Envigado 0:1 Arturo Reyes 23s                                                               |
| 12 maja 2001 | Independiente Medellín - Deportivo Tuluá 3:0 Jorge Horacio Serna 12, Édgar Cataño 65, Alexander Jaramillo 90 |

### Kolejka 15
| Data         | Mecz |
| ------------ | --- |
| 20 maja 2001 | América Cali - Atlético Bucaramanga 2:0 Edier Londoño 7, José Segundo Herrera 66                           |
| 20 maja 2001 | Tolima Ibagué - Independiente Medellín 2:1 Gonzalo Martínez 47k, Hugo Arrieta 88 - Carlos Andrés Vásquez 2 |
| 20 maja 2001 | Atlético Junior - Deportivo Pasto 1:1 Bélmer Aguilar 85 - John Jairo Charría 69                            |
| 20 maja 2001 | Millonarios FC - Deportivo Cali 2:0 Alexander Escobar Gañán 6, Andrés Eduardo Pérez 73                     |
| 20 maja 2001 | Once Caldas - Independiente Santa Fe 0:1 Luis Moreno Murillo 11k                                           |
| 20 maja 2001 | Deportivo Tuluá - Atlético Huila 3:0 Robson Dos Santos 4, Dayeler Sacramento 62, Juan Pablo Chacón 65s     |
| 20 maja 2001 | Atlético Nacional - Deportivo Pereira 2:1 Néstor Salazar 50, Jorge Agudelo 54 - Rafael Arlex Castillo 9    |
| 20 maja 2001 | Envigado - Real Cartagena 1:0 Éder Hernández 88                                                            |

### Kolejka 16
| Data         | Mecz |
| ------------ | --- |
| 27 maja 2001 | Deportivo Pereira - Millonarios FC 0:1 Carlos Alberto Castro 43                                                       |
| 27 maja 2001 | Independiente Santa Fe - Atlético Nacional 0:0                                                                        |
| 20 maja 2001 | Independiente Medellín - Atlético Junior 5:0 Ricardo Calle 32, 69, Jorge Horacio Serna 68, 81k, 86                    |
| 27 maja 2001 | Real Cartagena - Deportivo Tuluá 2:1 Jong Harold Viáfara 19, Luis Omar Valencia 84 - Luis Guillermo Rivera 51         |
| 27 maja 2001 | Deportivo Cali - Envigado 1:0 William Vásquez 74                                                                      |
| 27 maja 2001 | Atlético Bucaramanga - Once Caldas 0:3 Jorge Díaz 18, Elkin Soto 58, Ancizar Valencia 72                              |
| 27 maja 2001 | Atlético Huila - Tolima Ibagué 2:3 Bernardo Redín 32, John Velandia 72 - Antonio Saams 40, 64, Iván José Velásquez 43 |
| 27 maja 2001 | Deportivo Pasto - América Cali 3:1 Carlos Rendón 23, Pablo Jaramillo 79, Johnatan Camacho 89 - Edier Londoño 70       |

### Kolejka 17
| Data            | Mecz |
| --------------- | --- |
| 10 czerwca 2001 | América Cali - Independiente Medellín 3:2 Edison Mafla 17, Luis Alberto García 44, José Segundo Herrera 60 - Carlos Andrés Vásquez 15, Jorge Horacio Serna 37 |
| 10 czerwca 2001 | Atlético Nacional - Millonarios FC 1:0 Néstor Salazar 54 |
| 10 czerwca 2001 | Tolima Ibagué - Real Cartagena 2:1 Iván José Velásquez 78, 92 - Nilson Pérez 45                                                                               |
| 10 czerwca 2001 | Independiente Santa Fe - Atlético Bucaramanga 1:0 Jeffrey Díaz 22                                                                                             |
| 10 czerwca 2001 | Once Caldas - Deportivo Pasto 2:1 Jorge Díaz 30, Sergio Galván Rey 91 - Carlos Rendón 6                                                                       |
| 10 czerwca 2001 | Atlético Junior - Atlético Huila 2:0 Hayder Palacio 18, Luis Zuleta 74                                                                                        |
| 10 czerwca 2001 | Deportivo Tuluá - Deportivo Cali 0:1 Víctor Aristizábal 45 |
| 10 czerwca 2001 | Envigado - Deportivo Pereira 2:1 John Jailer Moreno 53, Camilo Andrés Giraldo 80 - Arnold Palacios 9                                                          |

### Kolejka 18
| Data            | Mecz |
| --------------- | --- |
| 16 czerwca 2001 | Independiente Medellín - Once Caldas 1:1 Carlos Andrés Vásquez 9 - Arnulfo Valentierra 57                                                          |
| 17 czerwca 2001 | Deportivo Cali - Tolima Ibagué 3:2 Víctor Aristizábal 34, Gerardo Vallejo 48, Carlos Eduardo Salazar 72 - Elson Becerra 16, Iván José Velásquez 20 |
| 17 czerwca 2001 | Atlético Bucaramanga - Atlético Nacional 1:0 John Mario Ramírez 55k                                                                                |
| 17 czerwca 2001 | Millonarios FC - Envigado 0:3 Víctor Cortés 11, 56, 90                                                                                             |
| 17 czerwca 2001 | Real Cartagena - Atlético Junior 1:3 Luis Omar Valencia 34 - Eudalio Arriaga 16, Herly Alcázar 71, Leonardo Rojano 84                              |
| 17 czerwca 2001 | Deportivo Pasto - Independiente Santa Fe 0:1 Iván López 67                                                                                         |
| 17 czerwca 2001 | Deportivo Pereira - Deportivo Tuluá 1:1 Rafael Arlex Castillo 89k - Óscar Darío Londoño 93                                                         |
| 17 czerwca 2001 | Atlético Huila - América Cali 0:1 Luis Alberto García 51                                                                                           |

### Kolejka 19
| Data            | Mecz |
| --------------- | --- |
| 20 czerwca 2001 | Atlético Bucaramanga - Deportivo Pasto 1:1 Néstor Cuadros 67 - Léiner Orejuela 42                            |
| 20 czerwca 2001 | Atlético Nacional - Envigado 1:1 Giovanny Córdoba 51 - Víctor Cortés 78                                      |
| 20 czerwca 2001 | Atlético Junior - Deportivo Cali 1:1 Bélmer Aguilar 91 - Elkin Antonio Murillo 56                            |
| 20 czerwca 2001 | Once Caldas - Atlético Huila 0:1 Edixon Perea 33                                                             |
| 20 czerwca 2001 | Deportivo Tuluá - Millonarios FC 2:1 Luis Guillermo Rivera 15k, Dayeler Sacramento 76 - Carlos Hernández 52s |
| 20 czerwca 2001 | América Cali - Real Cartagena 2:0 Edison Mafla 4, Nondier Romero 78                                          |
| 20 czerwca 2001 | Tolima Ibagué - Deportivo Pereira 3:0 Iván José Velásquez 43, 81, Elson Becerra 58                           |
| 20 czerwca 2001 | Independiente Santa Fe - Independiente Medellín 2:1 Aldo Leao Ramírez 11, 35 - Diego Andrés Álvarez 80       |

### Kolejka 20
| Data            | Mecz |
| --------------- | --- |
| 24 czerwca 2001 | Deportivo Cali - América Cali 4:1 Víctor Aristizábal 12, 64, 68, Elkin Antonio Murillo 90 - Edison Mafla 40                  |
| 24 czerwca 2001 | Millonarios FC - Tolima Ibagué 2:1 Alexander Orrego 63, Jaime Rodríguez Suárez 65 - Iván José Velásquez 2                    |
| 24 czerwca 2001 | Deportivo Pasto - Atlético Nacional 1:2 Pablo Jaramillo 91 - Óscar Restrepo 38, Héctor Hurtado 85                            |
| 24 czerwca 2001 | Independiente Medellín - Atlético Bucaramanga 0:0                                                                            |
| 24 czerwca 2001 | Atlético Huila - Independiente Santa Fe 2:2 Bernardo Redín 57, Erick Cantillo 74 - Diego Luis Córdoba 44, Lucas Jaramillo 89 |
| 24 czerwca 2001 | Real Cartagena - Once Caldas 2:2 Luis Edgardo Mejía 69, 89 - Samuel Vanegas 24, Alex Lemus 61                                |
| 24 czerwca 2001 | Envigado - Deportivo Tuluá 1:1 Juan Fernando Leal 9k - Rogeiro Pereira 3                                                     |
| 24 czerwca 2001 | Deportivo Pereira - Atlético Junior 2:0 Hernán Darío Cardona 69, 83                                                          |

### Kolejka 21
| Data            | Mecz |
| --------------- | --- |
| 27 czerwca 2001 | Atlético Nacional - Deportivo Tuluá 0:1 Óscar Darío Londoño 32                                                                                   |
| 27 czerwca 2001 | Tolima Ibagué - Envigado 1:0 Hugo Arrieta 43 |
| 27 czerwca 2001 | Atlético Junior - Millonarios FC 1:0 Orlando Ballesteros 30                                                                                      |
| 27 czerwca 2001 | América Cali - Deportivo Pereira 2:1 Óscar Eduardo Villarreal 54, Gerson González 62 - Arnold Palacios 15k                                       |
| 27 czerwca 2001 | Once Caldas - Deportivo Cali 2:1 Alexánder Padilla 10, Sergio Galván Rey 63 - Elkin Antonio Murillo 58                                           |
| 27 czerwca 2001 | Independiente Santa Fe - Real Cartagena 4:1 Aldo Leao Ramírez 20, Hilario Cuenú 25, Jong Harold Viáfara 44s, Jeffrey Díaz 55 - Jorge Banguero 21 |
| 27 czerwca 2001 | Atlético Bucaramanga - Atlético Huila 0:0 |
| 27 czerwca 2001 | Deportivo Pasto - Independiente Medellín 2:2 Edier Londoño 68, 76 - Jorge Horacio Serna 20, Diego Andrés Álvarez 75                              |

### Kolejka 22
| Data         | Mecz |
| ------------ | --- |
| 1 lipca 2001 | Deportivo Tuluá - Tolima Ibagué 1:0 Rogeiro Pereira 61                                                                     |
| 1 lipca 2001 | Millonarios FC - América Cali 2:2 Alexander Orrego 20, Jaime Rodríguez Suárez 82 - Julián Vásquez 76, Kilian Virviescas 78 |
| 1 lipca 2001 | Deportivo Cali - Independiente Santa Fe 3:1 Víctor Aristizábal 25, 53, 77 - Hilario Cuenú 73                               |
| 1 lipca 2001 | Envigado - Atlético Junior 1:1 Juan Fernando Leal 65 - Orlando Ballesteros 52                                              |
| 1 lipca 2001 | Deportivo Pereira - Once Caldas 1:2 Wilson Cano 23 - Carlos Alfredo Córdoba 14s, Sergio Galván Rey 57                      |
| 1 lipca 2001 | Real Cartagena - Atlético Bucaramanga 1:0 Jhon Quiñónez 61                                                                 |
| 1 lipca 2001 | Atlético Huila - Deportivo Pasto 4:1 Edú Aponzá 4, Edixon Perea 20, 35, John Velandia 69 - Carlos Rendón 90                |
| 1 lipca 2001 | Independiente Medellín - Atlético Nacional 2:1 Roberto Carlos Cortés 66, 90 - Néstor Salazar 34                            |

### Tabela końcowa turnieju Mustang I 2001
| Poz | Klub                   | Mecze | Zw | Rem | Por | Pkt | BrZd | BrStr |
| --- | ---------------------- | ----- | -- | --- | --- | --- | ---- | ----- |
| 1   | Deportivo Tuluá        | 22    | 12 | 6   | 4   | 42  | 30   | 19    |
| 2   | Deportivo Cali         | 22    | 11 | 5   | 6   | 38  | 31   | 21    |
| 3   | Once Caldas            | 22    | 11 | 5   | 6   | 38  | 35   | 27    |
| 4   | Tolima Ibagué          | 22    | 11 | 3   | 8   | 36  | 34   | 28    |
| 5   | Independiente Medellín | 22    | 9  | 7   | 6   | 34  | 40   | 25    |
| 6   | Independiente Santa Fe | 22    | 9  | 7   | 6   | 34  | 28   | 23    |
| 7   | América Cali           | 22    | 10 | 3   | 9   | 33  | 37   | 39    |
| 8   | Atlético Junior        | 22    | 8  | 7   | 7   | 31  | 22   | 23    |
| 9   | Millonarios FC         | 22    | 8  | 4   | 10  | 28  | 29   | 23    |
| 10  | Envigado               | 22    | 7  | 7   | 8   | 28  | 26   | 30    |
| 11  | Deportivo Pereira      | 22    | 8  | 3   | 11  | 27  | 26   | 34    |
| 12  | Atlético Nacional      | 22    | 7  | 5   | 10  | 26  | 18   | 28    |
| 13  | Real Cartagena         | 22    | 7  | 4   | 11  | 25  | 23   | 28    |
| 14  | Atlético Huila         | 22    | 6  | 4   | 12  | 22  | 28   | 40    |
| 15  | Atlético Bucaramanga   | 22    | 4  | 10  | 8   | 22  | 10   | 18    |
| 16  | Deportivo Pasto        | 22    | 5  | 6   | 11  | 21  | 23   | 34    |

Klub Deportivo Tuluá zapewnił sobie udział w turnieju Copa Libertadores 2002.

### Klasyfikacja strzelców bramek turnieju Mustang I 2001
| Gole | Piłkarz               | Klub                   |
| ---- | --------------------- | ---------------------- |
| 15   | Jorge Horacio Serna   | Independiente Medellín |
| 14   | Iván José Velásquez   | Tolima Ibagué          |
| 13   | Carlos Alberto Castro | Millonarios FC         |
| 11   | Mauricio Molina       | Envigado               |
| 10   | Víctor Aristizábal    | Deportivo Cali         |
| 9    | Arnulfo Valentierra   | Once Caldas            |
| 9    | Sergio Galván Rey     | Once Caldas            |
| 9    | Bernardo Redín        | Atlético Huila         |

## Torneo Mustang II 2001

### Kolejka 1
| Data             | Mecz |
| ---------------- | --- |
| 5 sierpnia 2001  | Independiente Santa Fe - Deportivo Cali 3:1 Lucas Jaramillo 41, 61, Héctor Mario Núñez 64 - Giovanny Córdoba 25 |
| 5 sierpnia 2001  | América Cali - Millonarios FC 0:1 Jair Ramírez 45                                                               |
| 5 sierpnia 2001  | Tolima Ibagué - Deportivo Pasto 2:0 Antonio Saams 26, Hugo Arrieta 68                                           |
| 5 sierpnia 2001  | Once Caldas - Envigado 4:1 Arnulfo Valentierra 32k, 66k, Hugo Gallo 77, 84 - Jonathan Estrada 79                |
| 5 sierpnia 2001  | Atlético Bucaramanga - Deportivo Pereira 0:0                                                                    |
| 5 sierpnia 2001  | Atlético Nacional - Real Cartagena 1:1 Néstor Salazar 57 - Sergio Guzmán 52s                                    |
| 5 sierpnia 2001  | Deportivo Tuluá - Atlético Huila 1:1 Óscar Díaz Asprilla 15 - Edixon Perea 77                                   |
| 29 sierpnia 2001 | Atlético Junior - Independiente Medellín 0:0                                                                    |

### Kolejka 2
| Data             | Mecz |
| ---------------- | --- |
| 12 sierpnia 2001 | Envigado - Atlético Junior 2:1 Víctor Cortés 5, 70 - Orlando Ballesteros 73                                                                                            |
| 12 sierpnia 2001 | Millonarios FC - Tolima Ibagué 1:1 Márcio Cruz 26 - Ricardo Ciciliano 52                                                                                               |
| 12 sierpnia 2001 | Deportivo Cali - América Cali 2:1 Luis Guillermo Rivera 26, 51 - William Román Zapata 32                                                                               |
| 12 sierpnia 2001 | Deportivo Pereira - Once Caldas 0:1 Sergio Galván Rey 6 |
| 12 sierpnia 2001 | Real Cartagena - Atlético Bucaramanga 0:0 |
| 12 sierpnia 2001 | Deportivo Pasto - Deportivo Tuluá 2:1 Robinson Rentería 46, Pablo Jaramillo 70 - Carlos Hernández 49                                                                   |
| 12 sierpnia 2001 | Atlético Huila - Independiente Santa Fe 3:2 Duván Hernández 20, Edixon Perea 74, 91 - Héctor Mario Núñez 71k, 84                                                       |
| 6 września 2001  | Independiente Medellín - Atlético Nacional 4:3 Jorge Horacio Serna 10, 20, 82, Carlos Andrés Vásquez 63 - Óscar Restrepo 22, Iván José Velásquez 51, Néstor Salazar 88 |

### Kolejka 3
| Data             | Mecz |
| ---------------- | --- |
| 18 sierpnia 2001 | Once Caldas - Real Cartagena 3:0 Sergio Galván Rey 4, Róbinson Zapata 64s, Hugo Gallo 72                                       |
| 19 sierpnia 2001 | Independiente Santa Fe - Deportivo Tuluá 2:1 Mauricio Molina 35, 41 - Óscar Darío Londoño 2                                    |
| 19 sierpnia 2001 | Tolima Ibagué - Deportivo Cali 1:3 Jorge Hernando Vidal 50 - Víctor Bonilla 35, Jairo Patiño 47, Giovanny Córdoba 94           |
| 19 sierpnia 2001 | Deportivo Pasto - Millonarios FC 2:1 John Jairo Charría 26, Mauricio Matallana 58 - Carlos Enrique Gutiérrez 66                |
| 19 sierpnia 2001 | Atlético Junior - Deportivo Pereira 3:1 Leonardo Rojano 22, Eudalio Arriaga 30, Carlos Vilarete 80 - Rafael Arlex Castillo 82k |
| 19 sierpnia 2001 | Independiente Medellín - Envigado 1:1 Alexander Jaramillo 93 - Víctor Cortés 18                                                |
| 19 sierpnia 2001 | Atlético Bucaramanga - Atlético Nacional 0:1 Óscar Restrepo 24                                                                 |
| 19 sierpnia 2001 | América Cali - Atlético Huila 1:1 Jairo Fernando Castillo 39 - Jhon Jairo Córdoba 19                                           |

### Kolejka 4
| Data             | Mecz |
| ---------------- | --- |
| 22 sierpnia 2001 | Independiente Santa Fe - América Cali 2:0 Jeffrey Díaz 74, Mauricio Molina 93                                               |
| 22 sierpnia 2001 | Deportivo Tuluá - Millonarios FC 1:3 Rogeiro Pereira 70 - Carlos Alberto Castro 20, Harold Rivera 42, Marcelino Rentería 78 |
| 22 sierpnia 2001 | Deportivo Cali - Deportivo Pasto 1:1 Jairo Patiño 14 - Pablo Jaramillo 18                                                   |
| 22 sierpnia 2001 | Atlético Huila - Tolima Ibagué 0:2 César Augusto Rivas 17, 82                                                               |
| 22 sierpnia 2001 | Atlético Nacional - Envigado 2:0 Iván José Velásquez 16, Néstor Salazar 24                                                  |
| 22 sierpnia 2001 | Deportivo Pereira - Independiente Medellín 0:2 Jorge Horacio Serna 87, 89                                                   |
| 22 sierpnia 2001 | Real Cartagena - Atlético Junior 1:1 Rodríguez 74 - Eudalio Arriaga 56                                                      |
| 22 sierpnia 2001 | Atlético Bucaramanga - Once Caldas 1:3 Alexander Segura 48 - Arnulfo Valentierra 45, Sergio Galván Rey 73, 94               |

### Kolejka 5
| Data             | Mecz |
| ---------------- | --- |
| 26 sierpnia 2001 | Once Caldas - Atlético Nacional 3:2 Sergio Galván Rey 78, 84, Jorge Díaz 40 - Aquivaldo Mosquera 53, Óscar Restrepo 88                                       |
| 26 sierpnia 2001 | Atlético Junior - Atlético Bucaramanga 0:0 |
| 26 sierpnia 2001 | Envigado - Deportivo Pereira 4:0 Bélmer Aguilar 3, Camilo Andrés Giraldo 27, John Jailer Moreno 53, 65                                                       |
| 26 sierpnia 2001 | Millonarios FC - Deportivo Cali 1:4 Carlos Alberto Castro 80 - Luis Guillermo Rivera 29, Elkin Antonio Murillo 40, Giovanni García 52, Víctor Aristizábal 63 |
| 26 sierpnia 2001 | Tolima Ibagué - Independiente Santa Fe 0:0 |
| 26 sierpnia 2001 | Deportivo Pasto - Atlético Huila 0:0 |
| 26 sierpnia 2001 | Independiente Medellín - Real Cartagena 3:1 Jorge Horacio Serna 45, 52, Roberto Carlos Cortés 84 - Fredy Torres 12                                           |
| 6 września 2001  | América Cali - Deportivo Tuluá 0:0 |

### Kolejka 6
| Data            | Mecz |
| --------------- | --- |
| 2 września 2001 | Atlético Huila - Millonarios FC 0:2 Carlos Alberto Castro 87, Juan Carlos Jiménez 89                                                       |
| 2 września 2001 | Independiente Santa Fe - Deportivo Pasto 0:1 John Jairo Charría 26                                                                         |
| 2 września 2001 | Deportivo Tuluá - Deportivo Cali 3:2 Rogeiro Pereira 9, Dayeler Sacramento 41, Julián Barahona 93 - Víctor Bonilla 63, Giovanny Córdoba 82 |
| 2 września 2001 | América Cali - Tolima Ibagué 2:1 Fabián Andrés Vargas 37, David Arturo Ferreira 65 - Jorge Banguero 68                                     |
| 2 września 2001 | Atlético Nacional - Deportivo Pereira 0:0                                                                                                  |
| 2 września 2001 | Atlético Bucaramanga - Independiente Medellín 2:1 Héctor Mario Núñez 41, Felipe Rivas 57 - Jair Benítez 72                                 |
| 2 września 2001 | Real Cartagena - Envigado 1:1 Fredy Torres 55k - Éder Hernández 58                                                                         |
| 2 września 2001 | Once Caldas - Atlético Junior 2:0 Sergio Galván Rey 31, Arnulfo Valentierra 58k                                                            |

### Kolejka 7
| Data            | Mecz |
| --------------- | --- |
| 9 września 2001 | Millonarios FC - Independiente Santa Fe 3:1 Carlos Alberto Castro 31, 60, 71 - Mauricio Molina 40                 |
| 9 września 2001 | Envigado - Atlético Bucaramanga 2:1 John Jailer Moreno 47, Julián Mosquera 57 - Wilson Núñez 21                   |
| 9 września 2001 | Deportivo Pasto - América Cali 1:0 Pablo Jaramillo 62                                                             |
| 9 września 2001 | Atlético Junior - Atlético Nacional 0:0                                                                           |
| 9 września 2001 | Deportivo Cali - Atlético Huila 0:1 Gabriel Ramón García 77                                                       |
| 9 września 2001 | Tolima Ibagué - Deportivo Tuluá 2:2 James Cardona 67, 69k - Milton Rodríguez 83, Óscar Díaz Asprilla 93           |
| 9 września 2001 | Deportivo Pereira - Real Cartagena 2:1 Felipe Javier Benalcázar 59, Hernán Darío Cardona 81 - Lin Carlos Henry 18 |
| 9 września 2001 | Independiente Medellín - Once Caldas 1:1 Jorge Horacio Serna 48 - Jorge Díaz 57                                   |

### Kolejka 8
| Data             | Mecz |
| ---------------- | --- |
| 13 września 2001 | Deportivo Cali - Atlético Bucaramanga 1:0 Víctor Aristizábal 26                                         |
| 13 września 2001 | Real Cartagena - Deportivo Pasto 2:2 Jairo Hurtado 1, 51 - Pablo Jaramillo 45, Carlos Rendón 86         |
| 13 września 2001 | Atlético Nacional - Tolima Ibagué 2:0 Jorge Agudelo 25, Néstor Salazar 57                               |
| 13 września 2001 | Deportivo Tuluá - Atlético Junior 1:2 Rogeiro Pereira 32 - Juan Carlos Ramírez 21, Marquinho Cardozo 67 |
| 13 września 2001 | Envigado - América Cali 1:2 Camilo Andrés Giraldo 41 - Nondier Romero 5, Julián Vásquez 79              |
| 13 września 2001 | Millonarios FC - Once Caldas 1:1 Marcelino Rentería 47 - Germán Andrés Caicedo 10                       |
| 13 września 2001 | Deportivo Pereira - Independiente Santa Fe 1:0 Felipe Javier Benalcázar 16                              |
| 13 września 2001 | Atlético Huila - Independiente Medellín 1:0 Gabriel Ramón García 56                                     |

### Kolejka 9
| Data             | Mecz |
| ---------------- | --- |
| 16 września 2001 | Independiente Santa Fe - Millonarios FC 2:2 Léider Preciado 21, 58k - Carlos Alberto Castro 64k, Marcelino Rentería 82                  |
| 16 września 2001 | Deportivo Pasto - Deportivo Cali 1:1 Pablo Jaramillo 63 - Elkin Antonio Murillo 11                                                      |
| 16 września 2001 | Independiente Medellín - Real Cartagena 2:0 Jorge Horacio Serna 5, David Fernando Montoya 40                                            |
| 16 września 2001 | América Cali - Deportivo Tuluá 4:2 Julián Vásquez 5k, 74, William Román Zapata 81, David Arturo Ferreira 88 - Eliécer Darío Díaz 73, 87 |
| 16 września 2001 | Atlético Junior - Tolima Ibagué 2:3 Ángelmiro Escobar 24, Luis Zuleta 89 - Ricardo Ciciliano 21, 26, 33                                 |
| 16 września 2001 | Atlético Huila - Atlético Nacional 1:0 John Velandia 84k                                                                                |
| 16 września 2001 | Atlético Bucaramanga - Deportivo Pereira 0:1 Rafael Arlex Castillo 48                                                                   |
| 16 września 2001 | Once Caldas - Envigado 5:1 Jorge Díaz 32, 63, Hugo Gallo 50, Arnulfo Valentierra 87, Óscar Echeverry 90 - John Jailer Moreno 6          |

### Kolejka 10
| Data             | Mecz |
| ---------------- | --- |
| 19 września 2001 | Atlético Nacional - Atlético Junior 1:0 Óscar Restrepo 39                                                                   |
| 19 września 2001 | Tolima Ibagué - América Cali 1:0 Ricardo Ciciliano 91k                                                                      |
| 19 września 2001 | Deportivo Tuluá - Once Caldas 0:0                                                                                           |
| 19 września 2001 | Envigado - Independiente Santa Fe 2:0 Juan Fernando Leal 65k, Jaime Bran Gómez 86                                           |
| 19 września 2001 | Millonarios FC - Atlético Bucaramanga 3:1 Márcio Cruz 5, Marcelino Rentería 32, Carlos Alberto Castro 78k - Felipe Rivas 23 |
| 19 września 2001 | Deportivo Pereira - Deportivo Pasto 1:2 Christopher Moreno 58 - Edier Londoño 66, John Jairo Charría 92                     |
| 19 września 2001 | Deportivo Cali - Independiente Medellín 1:0 Giovanni Hernández 87                                                           |
| 19 września 2001 | Real Cartagena - Atlético Huila 1:0 Jairo Hurtado 20                                                                        |

### Kolejka 11
| Data             | Mecz |
| ---------------- | --- |
| 23 września 2001 | Real Cartagena - Atlético Nacional 2:2 Wilson Segura 8, 23 - Óscar Restrepo 25, Néstor Salazar 55                                                                                  |
| 23 września 2001 | Atlético Huila - Deportivo Cali 1:1 John Velandia 85 - Giovanny Córdoba 49 |
| 23 września 2001 | Independiente Medellín - Deportivo Pereira 3:2 Diego Andrés Álvarez 31, Javier Adolfo Martínez 44, David Fernando Montoya 93k - Christopher Moreno 30, Felipe Javier Benalcázar 70 |
| 23 września 2001 | Deportivo Pasto - Millonarios FC 1:0 Carlos Rendón 13 |
| 23 września 2001 | Atlético Bucaramanga - Envigado 2:3 Felipe Rivas 49, Pablo Casquete 61 - John Jailer Moreno 30, Julián Mosquera 56, Agustinho 78                                                   |
| 23 września 2001 | Independiente Santa Fe - Deportivo Tuluá 1:0 Léider Preciado 51 |
| 23 września 2001 | Once Caldas - Tolima Ibagué 4:0 Arnulfo Valentierra 36, Sergio Galván Rey 68, 89, Marino García 72s                                                                                |
| 23 września 2001 | América Cali - Atlético Junior 2:4 Manuel Neira 55, 68 - Wilson Pérez 21, Marquinho Cardozo 27, Leonardo Rojano 70, Martín Arzuága 87                                              |

### Kolejka 12
| Data             | Mecz |
| ---------------- | --- |
| 29 września 2001 | Millonarios FC - Independiente Medellín 2:0 Johan Viáfara 47, Omar Guerra 53                                                             |
| 29 września 2001 | Deportivo Tuluá - Atlético Bucaramanga 1:0 Óscar Díaz Asprilla 87                                                                        |
| 30 września 2001 | Deportivo Cali - Real Cartagena 2:1 Víctor Aristizábal 15k, Luis Guillermo Rivera 48 - Luis Omar Valencia 75                             |
| 30 września 2001 | Atlético Junior - Once Caldas 1:1 Juan Carlos Ramírez 9 - Arnulfo Valentierra 90k                                                        |
| 30 września 2001 | Deportivo Pereira - Atlético Huila 3:1 Chará 1, Rafael Arlex Castillo 67k, Hernán Darío Cardona 72 - John Velandia 81                    |
| 30 września 2001 | Tolima Ibagué - Independiente Santa Fe 3:1 Antonio Saams 36, Roller Cambindo 43, James Cardona 75k - Léider Preciado 60                  |
| 30 września 2001 | Atlético Nacional - América Cali 0:0 |
| 30 września 2001 | Envigado - Deportivo Pasto 3:4 Agustinho 8, 58, Juan Fernando Leal 92k - Carlos Rendón 24, John Jairo Charría 43, 60, Pablo Jaramillo 66 |

### Kolejka 13
| Data                | Mecz |
| ------------------- | --- |
| 3 października 2001 | Deportivo Cali - Atlético Nacional 3:1 Giovanny Córdoba 4k, Leonardo Mina Polo 29, 88 - Iván José Velásquez 64      |
| 3 października 2001 | Atlético Bucaramanga - Tolima Ibagué 0:0                                                                            |
| 3 października 2001 | Deportivo Pasto - Deportivo Tuluá 1:1 Carlos Rendón 47 - Róbinson Muñoz 57                                          |
| 3 października 2001 | Independiente Santa Fe - Atlético Junior 1:0 Mauricio Molina 91                                                     |
| 3 października 2001 | Atlético Huila - Millonarios FC 1:3 John Velandia 8 - Jhoner Toro 21, Alexander Orrego 89, Carlos Alberto Castro 92 |
| 3 października 2001 | Once Caldas - América Cali 1:3 Elkin Soto 92 - Julián Vásquez 68, David Arturo Ferreira 82, 85                      |
| 3 października 2001 | Real Cartagena - Deportivo Pereira 0:0                                                                              |
| 3 października 2001 | Envigado - Independiente Medellín 2:1 John Jailer Moreno 39, Agustinho 73 - Diego Andrés Álvarez 47                 |

### Kolejka 14
| Data                 | Mecz |
| -------------------- | --- |
| 5 października 2001  | Atlético Nacional - Once Caldas 2:0 Jorge Agudelo 21, Néstor Salazar 46                                                        |
| 11 października 2001 | Millonarios FC - Real Cartagena 3:0 Carlos Alberto Castro 9, 62, Carlos Fernando Asprilla 17                                   |
| 11 października 2001 | América Cali - Independiente Santa Fe 2:1 Julián Vásquez 34, 70 - Léider Preciado 58                                           |
| 11 października 2001 | Tolima Ibagué - Deportivo Pasto 5:0 César Augusto Rivas 21, Justiniano Peña 42, Elson Becerra 55, Carlos Alberto Castro 69, 87 |
| 11 października 2001 | Deportivo Pereira - Deportivo Cali 0:3 Gerardo Vallejo 22, Leonardo Mina Polo 43, 78                                           |
| 11 października 2001 | Envigado - Atlético Huila 2:0 Agustinho 39, Víctor Cortés 91                                                                   |
| 11 października 2001 | Atlético Junior - Atlético Bucaramanga 2:1 Martín Arzuaga 13, Luis Zuleta 85 - Felipe Rivas 60                                 |
| 11 października 2001 | Deportivo Tuluá - Independiente Medellín 0:0                                                                                   |

### Kolejka 15
| Data                 | Mecz |
| -------------------- | --- |
| 14 października 2001 | Deportivo Cali - Millonarios FC 3:1 Leonardo Mina Polo 19, 47, José Mera 78 - Carlos Alberto Castro 42                                                               |
| 14 października 2001 | Independiente Santa Fe - Once Caldas 2:1 Léider Preciado 40, 48k - Sergio Galván Rey 30                                                                              |
| 14 października 2001 | Independiente Medellín - Tolima Ibagué 2:0 Jorge Horacio Serna 56, Édgar Cataño 61                                                                                   |
| 14 października 2001 | Deportivo Pereira - Atlético Nacional 3:2 Rafael Arlex Castillo 46, Hernán Darío Cardona 72, Felipe Javier Benalcázar 92 - Iván José Velásquez 81, Héctor Hurtado 83 |
| 14 października 2001 | Real Cartagena - Envigado 0:0 |
| 14 października 2001 | Deportivo Pasto - Atlético Junior 1:0 Leandro Ricardo Vieira 25 |
| 14 października 2001 | Atlético Huila - Deportivo Tuluá 2:0 Gabriel Ramón García 31, Miguel Rojas 71                                                                                        |
| 14 października 2001 | Atlético Bucaramanga - América Cali 0:1 Fabián Andrés Vargas 87 |

### Kolejka 16
| Data                 | Mecz |
| -------------------- | --- |
| 17 października 2001 | Millonarios FC - Deportivo Pereira 3:0 Marcelino Rentería 28, 38, Carlos Alberto Castro 41                                                 |
| 17 października 2001 | Atlético Nacional - Independiente Santa Fe 3:1 Iván José Velásquez 38, Aquivaldo Mosquera 76, Néstor Salazar 83 - Jorge Enrique Herrera 43 |
| 17 października 2001 | Envigado - Deportivo Cali 2:1 Yesid Trujillo 56, Camilo Andrés Giraldo 85 - José Mera 40                                                   |
| 17 października 2001 | Once Caldas - Atlético Bucaramanga 1:1 Arnulfo Valentierra 28k - Oyie Guy Flavién 32                                                       |
| 17 października 2001 | Atlético Junior - Independiente Medellín 2:1 Marquinho Cardozo 59k, Henry Zambrano 66 - Jorge Horacio Serna 74                             |
| 17 października 2001 | Tolima Ibagué - Atlético Huila 0:0 |
| 17 października 2001 | Deportivo Tuluá - Real Cartagena 3:1 Milton Rodríguez 17, Óscar Díaz Asprilla 25, Rogeiro Pereira 55 - Leiner Ramos 22                     |
| 18 października 2001 | América Cali - Deportivo Pasto 3:0 Julián Vásquez 39, 65, David Arturo Ferreira 73                                                         |

### Kolejka 17
| Data                 | Mecz |
| -------------------- | --- |
| 21 października 2001 | Millonarios FC - Atlético Nacional 0:2 Elkin Darío Calle 26, Héctor Hurtado 53                                                                |
| 21 października 2001 | Deportivo Pereira - Envigado 2:1 Felipe Javier Benalcázar 12, Christopher Moreno 61 - Róbinson Muñoz 74                                       |
| 21 października 2001 | Deportivo Cali - Deportivo Tuluá 2:2 Giovanny Córdoba 67, Carlos Eduardo Salazar 81 - Rogeiro Pereira 7, Tovar 84                             |
| 21 października 2001 | Real Cartagena - Tolima Ibagué 1:2 Wilson Segura 32 - Carlos Andrés Rodas 21, Elson Becerra 70                                                |
| 21 października 2001 | Atlético Huila - Atlético Junior 2:4 Freddy Guarín 67, Gabriel Ramón García 88 - Henry Zambrano 10, 19, Martín Arzuaga 62, Leonardo Rojano 81 |
| 21 października 2001 | Independiente Medellín - América Cali 2:1 David Fernando Montoya 82, Diego Andrés Álvarez 88 - Nondier Romero 76                              |
| 21 października 2001 | Deportivo Pasto - Once Caldas 0:0 |
| 21 października 2001 | Atlético Bucaramanga - Independiente Santa Fe 1:0 Oyie Guy Flavién 51                                                                         |

### Kolejka 18
| Data                 | Mecz |
| -------------------- | --- |
| 24 października 2001 | Independiente Santa Fe - Deportivo Pasto 2:0 Léider Preciado 19, Luis Moreno Murillo 55 |
| 24 października 2001 | Envigado - Millonarios FC 6:3 Camilo Andrés Giraldo 40, Harold Rivera 66s, Agustinho 80, Juan Fernando Leal 83k, Gabriel Enrique Gómez 89, Julián Mosquera 92 - Andrés Eduardo Pérez 33, Carlos Alberto Castro 75, Alexander Orrego 79 |
| 24 października 2001 | Tolima Ibagué - Deportivo Cali 2:2 James Cardona 13k, 20k - Leonardo Mina Polo 33, 41 |
| 24 października 2001 | Once Caldas - Independiente Medellín 1:0 Sergio Galván Rey 24 |
| 24 października 2001 | Atlético Junior - Real Cartagena 1:3 Marquinho Cardozo 84k - Jairo Hurtado 14, Lin Carlos Henry 57, Wilson Segura 77 |
| 24 października 2001 | Atlético Nacional - Atlético Bucaramanga 1:0 Jorge Agudelo 76 |
| 24 października 2001 | América Cali - Atlético Huila 3:1 Julián Vásquez 49, 56, 76 - Gabriel Ramón García 90k |
| 24 października 2001 | Deportivo Tuluá - Deportivo Pereira 1:0 Óscar Darío Londoño 40 |

### Kolejka 19
| Data                 | Mecz                                                                            |
| -------------------- | ------------------------------------------------------------------------------- |
| 28 października 2001 | Deportivo Pereira - Tolima Ibagué 1:0 Christopher Moreno 5                      |
| 28 października 2001 | Deportivo Cali - Atlético Junior 1:0 Víctor Aristizábal 17                      |
| 28 października 2001 | Envigado - Atlético Nacional 0:0                                                |
| 28 października 2001 | Independiente Medellín - Independiente Santa Fe 1:0 Jorge Horacio Serna 92      |
| 28 października 2001 | Millonarios FC - Deportivo Tuluá 1:0 Márcio Cruz 56                             |
| 28 października 2001 | Atlético Huila - Once Caldas 0:1 Raúl Marín 39                                  |
| 28 października 2001 | Real Cartagena - América Cali 0:0                                               |
| 28 października 2001 | Deportivo Pasto - Atlético Bucaramanga 1:1 Léiner Orejuela 40 - Felipe Rivas 35 |

### Kolejka 20
| Data             | Mecz |
| ---------------- | --- |
| 1 listopada 2001 | América Cali - Deportivo Cali 1:0 Edison Mafla 24                                                                      |
| 1 listopada 2001 | Independiente Santa Fe - Atlético Huila 4:1 Francisco Serrano 9, Léider Preciado 49, 52, 73 - Gabriel Ramón García 13k |
| 1 listopada 2001 | Tolima Ibagué - Millonarios FC 1:1 Amir Buelvas 73 - Carlos Alberto Castro 33                                          |
| 1 listopada 2001 | Once Caldas - Real Cartagena 1:0 Sergio Galván Rey 67                                                                  |
| 1 listopada 2001 | Atlético Nacional - Deportivo Pasto 3:0 Jorge Agudelo 49, Néstor Salazar 70, 75                                        |
| 1 listopada 2001 | Deportivo Tuluá - Envigado 3:0 Rogeiro Pereira 1, Eliécer Darío Díaz 40, Óscar Darío Londoño 74k                       |
| 1 listopada 2001 | Atlético Junior - Deportivo Pereira 1:1 Salcedo 65 - Rafael Arlex Castillo 50                                          |
| 1 listopada 2001 | Atlético Bucaramanga - Independiente Medellín 1:0 Calle 31                                                             |

### Kolejka 21
| Data             | Mecz |
| ---------------- | --- |
| 4 listopada 2001 | Deportivo Tuluá - Atlético Nacional 0:0 |
| 4 listopada 2001 | Envigado - Tolima Ibagué 0:0 |
| 4 listopada 2001 | Millonarios FC - Atlético Junior 1:0 Diego Moreno 61 |
| 4 listopada 2001 | Deportivo Pereira - América Cali 1:1 Christopher Moreno 21 - Gerson González 92 |
| 4 listopada 2001 | Deportivo Cali - Caldas 0:0 |
| 4 listopada 2001 | Real Cartagena - Independiente Santa Fe 3:2 Jair Muñoz 62, James López 76, Radamés Ramos 88 - Lucas Jaramillo 70, Luis Moreno Murillo 78                                                                         |
| 4 listopada 2001 | Atlético Huila - Atlético Bucaramanga 3:5 Mauricio Copete 26, Gabriel Ramón García 28k, Roberto Carlos Bolívar 32 - Blaimir Ambuila 10, Giovanni Yepes 20, Oyie Guy Flavién 36, Henry Vásquez 78, Jader Rojas 88 |
| 4 listopada 2001 | Independiente Medellín - Deportivo Pasto 0:0 |

### Kolejka 22
| Data              | Mecz |
| ----------------- | --- |
| 11 listopada 2001 | Atlético Nacional - Independiente Medellín 2:0 Héctor Hurtado 1, Iván José Velásquez 20                                                               |
| 11 listopada 2001 | Deportivo Pasto - Atlético Huila 1:0 Gustavo Betancur 64                                                                                              |
| 11 listopada 2001 | Atlético Bucaramanga - Real Cartagena 0:1 Jair Muñoz 57                                                                                               |
| 11 listopada 2001 | Independiente Santa Fe - Deportivo Cali 2:0 Léider Preciado 43, 88                                                                                    |
| 11 listopada 2001 | Once Caldas - Deportivo Pereira 2:0 Sergio Galván Rey 39k, Elkin Soto 72                                                                              |
| 11 listopada 2001 | América Cali - Millonarios FC 4:1 Héctor Ignacio Rodríguez 20, Nondier Romero 22, Julián Vásquez 81, Hamlet Mina 89 - Marcelino Rentería 76           |
| 11 listopada 2001 | Atlético Junior - Envigado 3:3 Marquinho Cardozo 49k, Martín Arzuaga 54, Eudalio Arriaga 74 - Yesid Trujillo 61k, Víctor Cortés 72, Róbinson Muñoz 88 |
| 11 listopada 2001 | Tolima Ibagué - Deportivo Tuluá 2:0 James Cardona 4, Amir Buelvas 66                                                                                  |

### Tabela końcowa turnieju Mustang II 2001
| Poz | Klub                   | Mecze | Zw | Rem | Por | Pkt | BrZd | BrStr |
| --- | ---------------------- | ----- | -- | --- | --- | --- | ---- | ----- |
| 1   | Once Caldas            | 22    | 12 | 7   | 3   | 43  | 36   | 16    |
| 2   | Millonarios FC         | 22    | 11 | 4   | 7   | 37  | 37   | 31    |
| 3   | Atlético Nacional      | 22    | 10 | 7   | 5   | 37  | 30   | 18    |
| 4   | Deportivo Cali         | 22    | 10 | 6   | 6   | 36  | 34   | 25    |
| 5   | América Cali           | 22    | 10 | 5   | 7   | 35  | 31   | 23    |
| 6   | Deportivo Pasto        | 22    | 9  | 8   | 5   | 35  | 21   | 27    |
| 7   | Envigado               | 22    | 9  | 6   | 7   | 33  | 37   | 36    |
| 8   | Tolima Ibagué          | 22    | 8  | 8   | 6   | 32  | 28   | 24    |
| 9   | Independiente Santa Fe | 22    | 9  | 2   | 11  | 29  | 29   | 29    |
| 10  | Independiente Medellín | 22    | 8  | 5   | 9   | 29  | 24   | 23    |
| 11  | Deportivo Pereira      | 22    | 7  | 5   | 10  | 26  | 19   | 31    |
| 12  | Atlético Junior        | 22    | 6  | 7   | 9   | 25  | 27   | 29    |
| 13  | Deportivo Tuluá        | 22    | 5  | 8   | 9   | 23  | 23   | 28    |
| 14  | Real Cartagena         | 22    | 4  | 9   | 9   | 21  | 20   | 31    |
| 15  | Atlético Huila         | 22    | 5  | 5   | 12  | 20  | 20   | 36    |
| 16  | Atlético Bucaramanga   | 22    | 4  | 6   | 12  | 18  | 17   | 26    |

Klub Once Caldas zapewnił sobie udział w turnieju Copa Libertadores 2002.

## Reclasificación 2001
Klasyfikacja całego sezonu ligi kolumbijskiej – łączny dorobek klubów w turniejach Mustang I i Mustang II.
| Poz | Klub                   | Mecze | Zw | Rem | Por | Pkt | BrZd | BrStr |
| --- | ---------------------- | ----- | -- | --- | --- | --- | ---- | ----- |
| 1   | Once Caldas            | 44    | 23 | 12  | 9   | 81  | 71   | 43    |
| 2   | Deportivo Cali         | 44    | 21 | 11  | 12  | 74  | 65   | 46    |
| 3   | América Cali           | 44    | 20 | 8   | 16  | 68  | 68   | 62    |
| 4   | Tolima Ibagué          | 44    | 19 | 11  | 14  | 68  | 62   | 52    |
| 5   | Millonarios FC         | 44    | 19 | 8   | 17  | 65  | 66   | 54    |
| 6   | Deportivo Tuluá        | 44    | 17 | 14  | 13  | 65  | 53   | 47    |
| 7   | Independiente Santa Fe | 44    | 18 | 9   | 17  | 63  | 57   | 52    |
| 8   | Independiente Medellín | 44    | 17 | 12  | 15  | 63  | 64   | 48    |
| 9   | Atlético Nacional      | 44    | 17 | 12  | 15  | 63  | 48   | 46    |
| 10  | Envigado               | 44    | 16 | 13  | 15  | 61  | 63   | 66    |
| 11  | Atlético Junior        | 44    | 14 | 14  | 16  | 56  | 49   | 52    |
| 12  | Deportivo Pasto        | 44    | 14 | 14  | 16  | 56  | 44   | 61    |
| 13  | Deportivo Pereira      | 44    | 15 | 8   | 21  | 53  | 45   | 65    |
| 14  | Real Cartagena         | 44    | 11 | 13  | 20  | 46  | 43   | 59    |
| 15  | Atlético Huila         | 44    | 11 | 9   | 24  | 42  | 48   | 76    |
| 16  | Atlético Bucaramanga   | 44    | 8  | 16  | 20  | 40  | 27   | 44    |

### Klasyfikacja strzelców bramek po turniejach Mustang I i Mustang II
| Gole | Piłkarz               | Klub                   |
| ---- | --------------------- | ---------------------- |
| 27   | Jorge Horacio Serna   | Independiente Medellín |
| 26   | Carlos Alberto Castro | Millonarios FC         |
| 21   | Sergio Galván Rey     | Once Caldas            |
| 20   | Julián Vásquez        | América Cali           |
| 20   | Iván José Velásquez   | Atlético Nacional      |

## Cuadrangulares 2001

### Cuadrangulares 1
| Data              | Mecz                                                                                              |
| ----------------- | ------------------------------------------------------------------------------------------------- |
| 18 listopada 2001 | Millonarios FC - Independiente Santa Fe 0:0                                                       |
| 18 listopada 2001 | América Cali - Once Caldas 2:2 Julián Vásquez 2, Edison Mafla 41 - Jorge Zapata 22, Elkin Soto 65 |
| 18 listopada 2001 | Tolima Ibagué - Deportivo Cali 1:0 Eyner Viveros 90                                               |
| 18 listopada 2001 | Deportivo Tuluá - Independiente Medellín 1:0 Milton Rodríguez 38                                  |

### Cuadrangulares 2
| Data              | Mecz                                                                                         |
| ----------------- | -------------------------------------------------------------------------------------------- |
| 25 listopada 2001 | Once Caldas - Millonarios FC 1:0 Sergio Galván Rey 62                                        |
| 25 listopada 2001 | Independiente Santa Fe - América Cali 1:1 Gabriel Ramón García 46 - Jeffrey Díaz 64          |
| 25 listopada 2001 | Deportivo Cali - Deportivo Tuluá 1:0 Giovanny Córdoba 42                                     |
| 25 listopada 2001 | Independiente Medellín - Tolima Ibagué 2:1 David Fernando Montoya 15, 58 - Jorge Banguero 11 |

### Cuadrangulares 3
| Data           | Mecz |
| -------------- | --- |
| 2 grudnia 2001 | Millonarios FC - América Cali 0:1 Fabián Andrés Vargas 43                                                                                   |
| 2 grudnia 2001 | Once Caldas - Independiente Santa Fe 0:2 Francisco Serrano 35, Jeffrey Díaz 68                                                              |
| 2 grudnia 2001 | Deportivo Tuluá - Tolima Ibagué 2:0 Rogeiro Pereira 46, 81                                                                                  |
| 2 grudnia 2001 | Deportivo Cali - Independiente Medellín 2:2 Giovanny Córdoba 12, Giovanni Hernández 46 - Roberto Carlos Cortés 5, Carlos Augusto Álvarez 66 |

### Cuadrangulares 4
| Data           | Mecz |
| -------------- | --- |
| 5 grudnia 2001 | Independiente Santa Fe - Once Caldas 2:2 Léider Preciado 45, Francisco Serrano 72 - Arnulfo Valentierra 16, Jorge Zapata 21 |
| 5 grudnia 2001 | América Cali - Millonarios FC 2:0 Edison Mafla 40, 81k                                                                      |
| 5 grudnia 2001 | Tolima Ibagué - Deportivo Tuluá 1:1 Elson Becerra 48 - Rogeiro Pereira 90                                                   |
| 5 grudnia 2001 | Independiente Medellín - Deportivo Cali 0:0                                                                                 |

### Cuadrangulares 5
| Data           | Mecz |
| -------------- | --- |
| 9 grudnia 2001 | Millonarios FC - Once Caldas 2:3 Carlos Alberto Castro 30, Juan Carlos Jaramillo 66 - Alexánder Padilla 56, 87k, Raúl Marín 93 |
| 9 grudnia 2001 | América Cali - Independiente Santa Fe 0:0                                                                                      |
| 9 grudnia 2001 | Deportivo Tuluá - Deportivo Cali 1:0 Milton Rodríguez 29                                                                       |
| 9 grudnia 2001 | Tolima Ibagué - Independiente Medellín 1:2 Elson Becerra 27 - Jorge Horacio Serna 62, Henry Vásquez 83                         |

### Cuadrangulares 6
| Data            | Mecz |
| --------------- | --- |
| 12 grudnia 2001 | Independiente Santa Fe - Millonarios FC 1:1 Léider Preciado 56k - Diego Moreno 90                                |
| 12 grudnia 2001 | Once Caldas - América Cali 2:2 Alexánder Padilla 16, Jorge Díaz 88 - David Arturo Ferreira 71, Julián Vásquez 75 |
| 12 grudnia 2001 | Deportivo Cali - Tolima Ibagué 2:1 Giovanny Córdoba 22, 30 - Carlos Andrés Rodas 32                              |
| 12 grudnia 2001 | Independiente Medellín - Deportivo Tuluá 3:0 Ricardo Calle 67, David Fernando Montoya 72, Jorge Horacio Serna 91 |

### Tabele końcowe Cuadrangulares
| Poz | Klub                   | Mecze | Zw | Rem | Por | Pkt | BrZd | BrStr |
| --- | ---------------------- | ----- | -- | --- | --- | --- | ---- | ----- |
| 1   | América Cali           | 6     | 2  | 4   | 0   | 10  | 8    | 5     |
| 2   | Once Caldas            | 6     | 2  | 3   | 1   | 9   | 10   | 10    |
| 3   | Independiente Santa Fe | 6     | 1  | 5   | 0   | 8   | 6    | 4     |
| 4   | Millonarios FC         | 6     | 0  | 2   | 4   | 2   | 3    | 8     |

| Poz | Klub                   | Mecze | Zw | Rem | Por | Pkt | BrZd | BrStr |
| --- | ---------------------- | ----- | -- | --- | --- | --- | ---- | ----- |
| 1   | Independiente Medellín | 6     | 3  | 2   | 1   | 11  | 9    | 5     |
| 2   | Deportivo Tuluá        | 6     | 3  | 1   | 2   | 10  | 5    | 5     |
| 3   | Deportivo Cali         | 6     | 2  | 2   | 2   | 8   | 5    | 5     |
| 4   | Tolima Ibagué          | 6     | 1  | 1   | 4   | 4   | 5    | 9     |

## Finalización
| Data            | Mecz                                                                         |
| --------------- | ---------------------------------------------------------------------------- |
| 16 grudnia 2001 | Independiente Medellín - América Cali 0:1 Julián Vásquez 66                  |
| 19 grudnia 2001 | América Cali - Independiente Medellín 2:0 Edison Mafla 34, Julián Vásquez 41 |

Mistrzem Kolumbii w roku 2001 został klub América Cali, natomiast wicemistrzem Kolumbii – klub Independiente Medellín.
Klub América Cali zakwalifikował się do turnieju Copa Libertadores 2002 jako mistrz Kolumbii.

## Klasyfikacja strzelców bramek mistrzostw Kolumbii 2001
| Gole | Piłkarz               | Klub                   |
| ---- | --------------------- | ---------------------- |
| 29   | Carlos Alberto Castro | Millonarios FC         |
| 29   | Jorge Horacio Serna   | Independiente Medellín |
| 24   | Julián Vásquez        | América Cali           |
| 23   | Sergio Galván Rey     | Once Caldas            |
| 20   | Iván José Velásquez   | Atlético Nacional      |

## Triangular de Promoción
Do pierwszej ligi kolumbijskiej bezpośrednio awansował mistrz drugiej ligi, klub Quindío Armenia. Ponadto ostatni w tabeli spadkowej klub Atlético Bucaramanga rozegrał turniej barażowy z udziałem dwóch klubów drugoligowych - Cúcuta i Unión Magdalena. Dwie najlepsze w turnieju drużyny uzyskały prawo gry w pierwszej lidze w następnym sezonie.
| Data            | Mecz                                                                          |
| --------------- | ----------------------------------------------------------------------------- |
| 16 grudnia 2001 | Cúcuta - Unión Magdalena 0:2 Edson David Zárate 60, Ervin Antonio Maturana 75 |
| 16 grudnia 2001 | Atlético Bucaramanga - Unión Magdalena 0:2 Andrés Buelvas 18, 55              |
| 16 grudnia 2001 | Cúcuta - Atlético Bucaramanga 0:0, karne 3:5                                  |

### Tabela Triangular de Promoción
| Poz | Klub                 | Mecze | Zw | Rem | Por | Pkt | BrZd | BrStr |
| --- | -------------------- | ----- | -- | --- | --- | --- | ---- | ----- |
| 1   | Unión Magdalena      | 2     | 2  | 0   | 0   | 6   | 4    | 0     |
| 2   | Atlético Bucaramanga | 2     | 0  | 1   | 1   | 1   | 0    | 2     |
| 3   | Cúcuta               | 2     | 0  | 1   | 1   | 1   | 0    | 2     |

W następnym sezonie w pierwszej lidze zagrają kluby Unión Magdalena i Atlético Bucaramanga